# Dexia
Dexia é um grupo financeiro belga que se dedica ao financiamento de equipamentos coletivos (financiamento do sector público), aos serviços financeiros de proximidade (serviço de banca para privados e pequenas e médias empresas, à gestão de ativos financeiros, tesouraria e mercado de capitais, e ainda seguros. O banco foi fundado em 1996 após a fusão do Credit Communal da Bélgica e do Credit Local da França.
Os governo da Bélgica, França e Luxemburgo acordaram em 10 de outubro 2011 a divisão em três do banco franco-belga para evitar a sua falência, e a criação de um "bad bank" para onde seguirão os ativos "tóxicos" na origem das dificuldades.
O Banque Dexia Belgique é um dos mais expostos à crise da dívida grega. Já há dois anos foi intervencionado pelo Governo belga com uma injeção de capital no valor de três mil milhões de euros. O grupo contava com cerca de 32.500 empregados no final de julho 2011, distribuídos entre a Bélgica, França e Turquia. Entretanto, cerca de 600 funcionários da holding Dexia SA, da estrutura central do banco franco-belga, cujo desmantelamento está em curso, deverão receber uma proposta de transferência para as filiais.